# Красналеука
Красналеука (рум. Crasnaleuca) — село у повіті Ботошані в Румунії. Входить до складу комуни Коцушка.
Село розташоване на відстані 418 км на північ від Бухареста, 50 км на північний схід від Ботошань, 120 км на північний захід від Ясс.

## Населення
За даними перепису населення 2002 року у селі проживали 732 особи, з них 731 особа (99,9%) румунів. Рідною мовою 731 особа (99,9%) назвала румунську.